# Economia mainstream
Il termine economia mainstream si riferisce alle principali scuole di economia insegnate nelle più importanti università, oltre a essere usato per distinguere particolari approcci o scuole di pensiero dagli approcci eterodossi. Di solito, gli economisti mainstream non si identificano con una particolare scuola. 
Il termine si riferisce generalmente agli economisti sia marginalisti sia neoclassici sia dell'equilibrio economico generale, ma può anche riferirsi agli economisti keynesiani, monetaristi o della Scuola di Chicago.
Il termine venne in uso verso la fine del ventesimo secolo, introdotto per la prima volta da Paul Samuelson e William Nordhaus. 
L'economia Mainstream può far uso di assiomi o postulati nell'affermare una teoria. Testare le implicazioni teoriche ed empiriche di questi postulati è il metodo standard usato dagli economisti mainstream.